# Marmessoidea rosea
Marmessoidea rosea är en insektsart som först beskrevs av Johan Christian Fabricius 1793.  Marmessoidea rosea ingår i släktet Marmessoidea och familjen Diapheromeridae. Inga underarter finns listade i Catalogue of Life.